# 贝尔方丹 (瓦兹河谷省)
贝尔方丹（法語：Bellefontaine，法語發音：[bɛlfɔ̃tɛn] ⓘ）是法国法兰西岛大区瓦兹河谷省的一个市镇，位于该省东部，属于萨塞勒区。

## 地名
“方丹”（Fontaines）意为“泉”。法语地名通名在“枫丹白露”（Fontainebleau）等少数拥有传统译名的地名中译作“枫丹”，不过在《世界地名翻译大辞典》、《世界地名译名词典》和《法国地图册》等主流地名译名类书籍资料中多译作“方丹”。

## 地理
贝尔方丹（49°5'51"N, 2°28'1"E）面积7.53 平方千米，位于法国法蘭西島大區瓦兹河谷省，该省份为法国北部内陆省份，北起瓦兹省，西接厄尔省，南至塞纳-圣但尼省、上塞纳省和伊夫林省，东临塞纳-马恩省。
与贝尔方丹接壤的市镇（或旧市镇、城区）包括：吕扎什、勒普莱西吕扎什、法兰西地区沙特奈、福斯、雅尼苏布瓦、马尔利城、法蘭西地區皮瑟。
贝尔方丹的时区为UTC+01:00、UTC+02:00（夏令时）。

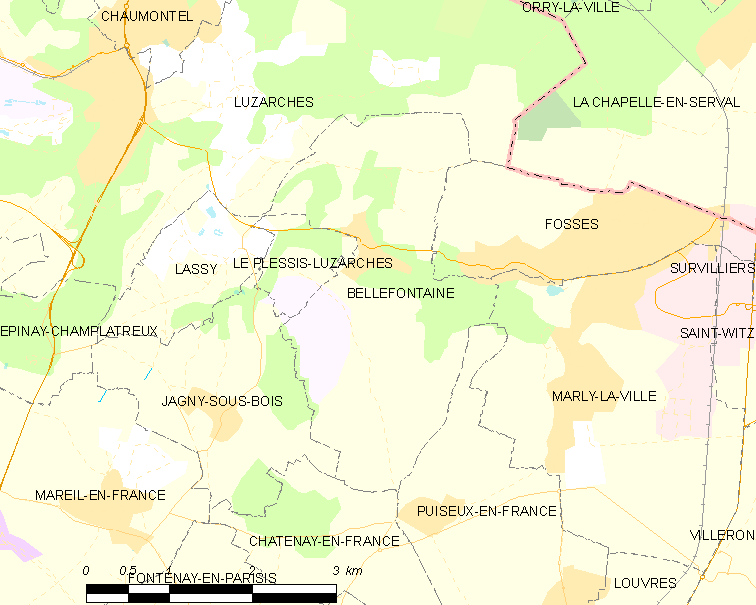
贝尔方丹的OSM定位图

## 行政
贝尔方丹的邮政编码为95270，INSEE市镇编码为95055。

## 政治
贝尔方丹所属的省级选区为福斯县。

## 人口

1962-2008年间贝尔方丹人口变化图示

贝尔方丹于2022年1月1日时的人口数量为471人。